# Trio Matamoros
Il Trio Matamoros è stato uno dei più popolari gruppi musicali cubani. Venne costituito nel 1925 ed era composto da:
- Miguel Matamoros (Santiago di Cuba, 8 maggio 1894 – 15 aprile 1971), chitarra, che ne fu il fondatore;
- Rafael Cueto (Santiago di Cuba, 14 marzo 1900 – 7 agosto 1991), chitarra;
- Siro Rodriguez (Santiago di Cuba, 9 dicembre 1899 – Regla, 29 marzo 1981), maracas e claves.

Tutti e tre erano ottimi cantanti e compositori e infatti il gruppo era rinomato sia per l'armonia delle loro voci che per la qualità dei testi. Il Trio Matamoros suonava principalmente boleri e son e diede concerti in tutta l'America Latina e l'Europa. In altre occasioni il gruppo è stato allargato ad altri componenti tanto da formare anche un settetto.
La pubblicazione del primo disco, un 78 giri registrato negli studi RCA di New York, avvenne nel 1926 e conobbe un successo enorme tanto che già in quell'anno il trio divenne uno dei più conosciuti e apprezzati del paese. 
Nel 1940 il trio ha suonato con Guillermo Portabales mentre dal 1945 al 1947 il gruppo è stato allargato al giovane cantante Benny Moré. 
Il Trio Matamoros si sciolse nel 1960, dopo 35 anni di attività.

## Discografia
- 1975: Ecos de Cuba
- 1980: Lagrimas Negras
- 1989: Origen de La Salsa
- 1993: Son de La Loma
- 1994: Un Recuerdo de Cuba
- 1996: Beso Discreto
- 1996: Recuerdos de Cuba
- 1997: Soneros: La Tradicion de Cuba, Vol. 3
- 1999: Dos Grandes tríos Cubanos
- 1999: Cuba en tríos
- 2000: Cuban Originals